# Tina Bachmann (Biathletin)
Tina Bachmann (* 15. Juli 1986 in Schmiedeberg) ist eine ehemalige deutsche Biathletin.

## Werdegang
Tina Bachmann aus Schmiedeberg im Osterzgebirge begann mit drei Jahren mit dem Skilaufen und trainierte seit 1997 beim SSV Altenberg. Später wechselte sie zur SG Stahl Schmiedeberg. Mit zwölf Jahren wechselte sie ins Internat der Eliteschule des Sports des Bergstadtgymnasiums „Glück Auf“ Altenberg. 2004 machte sie dort ihr Abitur. Danach wechselte Bachmann zur Bundespolizeisportschule Bad Endorf. Die Ausbildung dort beendete sie mit der Ernennung zur Polizeimeisterin. Trainiert wurde sie dort von Tobias Reiter und Remo Krug.
Erste Erfolge erreichte Bachmann schon in der Jugend und bei den Junioren. In der Saison 2002/03 gewann sie den Jugendmeistertitel mit der Staffel und wurde Zweite im Sprint und Dritte im Einzel. Im Jahr darauf wurde sie erneut Dritte im Einzel und gewann die Titel im Sprint und mit der Staffel. Zudem kamen die ersten internationalen Einsätze im Rahmen des Europacups der Junioren. In Langdorf wurde sie Zwölfte im Sprint und Neunte in der Verfolgung. Im Sommer 2004 konnte sie aufgrund ihrer guten Ergebnisse in den C-Kader des deutschen Nationalteams aufrücken. Die Saison 2004/05 brachte erneut den Gewinn des deutschen Juniorentitels mit der Staffel, außerdem wurde sie Zweite im Einzel. Im Junioren-Europacup wurde ein vierter Rang in Garmisch-Partenkirchen im Sprint bestes Resultat. In Kontiolahti nahm Bachmann erstmals bei Juniorenweltmeisterschaften teil und erreichte als bestes Resultat den elften Platz im Sprint. Die Saison 2005/06 wurde die letzte im deutschen Juniorenbereich. Bachmann wurde bei den Juniorenmeisterschaften Zweite in Einzel und Sprint. Bei den Junioreneuropameisterschaften in Langdorf wurde die Sächsin beste deutsche Teilnehmerin. Im Einzel erreichte sie den vierten Platz, im Sprint den fünften und in der Verfolgung den siebten Rang. Mit der Staffel, zu der auch Carolin Hennecke und Susann König gehörten, gewann Bachmann den Titel. Auch im Junioren-Europacup in Martell konnte sie mit zwei zweiten Plätzen in Sprint und Verfolgung auf sich aufmerksam machen. Die Saison 2006/07 wurde Bachmanns letzte internationale Saison im Juniorenbereich. In Obertilliach belegte sie den zweiten Platz im Sprint und gewann mit der Staffel in Forni Avoltri. Bestes Ergebnis bei den Juniorenweltmeisterschaften in Martell war Platz 15 im Einzel. 2007 stieg Tina Bachmann in den B-Kader der deutschen Nationalmannschaft auf.

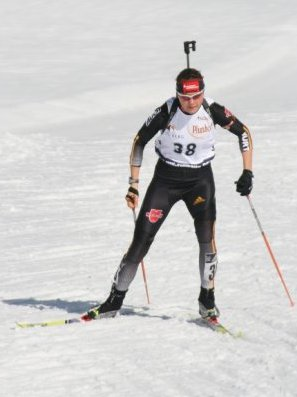
Bachmann beim IBU-Cup 2009 in Ridnaun

Noch während der Saison stieg Bachmann in den Biathlon-Europacup auf. Ihr erstes Rennen bestritt sie in Nove Mesto, wo sie den achten Platz erreichte. Auch in den weiteren Rennen kam sie fast immer unter die besten Zehn und am Ende wurde sie Zehnte in der Gesamtwertung. Bei den deutschen Meisterschaften wurde sie im Einzel Sechste. Die Saison 2007/08 begann für Bachmann mit einem dritten Platz im Sprint von Geilo sehr positiv. Mit der Staffel wurde sie in Osrblie Zweite. Höhepunkt der Saison waren die Europameisterschaften in Nove Mesto. In den Einzelrennen konnte sie allerdings nicht die gewünschten Erfolge verbuchen, bestes Resultat wurde Platz sieben im Einzel. Mit der Staffel, zu der neben Bachmann auch Ute Niziak, Juliane Döll und Jenny Adler gehörten, gewann sie die Silbermedaille hinter der ukrainischen Staffel, die in derselben Besetzung eine Woche zuvor bereits Silber bei den Weltmeisterschaften gewonnen hatte. Der erste Sieg im Europacup gelang ihr am 12. März 2008 im Sprintrennen in Valromey-Retord. Die gute Ausgangsposition brachte ihr in der anschließenden Verfolgung am 13. März gleich den zweiten Erfolg und die Führung im Verfolgungseuropacup vor Juliane Döll. 2009 nahm Tina Bachmann erneut an den Biathlon-Europameisterschaften teil. Nach zwei vierten Plätzen in Sprint und Verfolgung gewann sie gemeinsam mit Carolin Hennecke, Anne Preußler und Juliane Döll als Startläuferin der Staffel die Bronzemedaille. Aufgrund ihrer guten Leistungen wurde sie für das vorletzte Weltcup-Wochenende der Saison in Trondheim nominiert, wo sie gleich im ersten Sprintrennen in die Punkteränge (23. Platz) laufen konnte. In ihrem dritten Weltcuprennen gelang ihr dann, ebenfalls im Sprint, im russischen Chanty-Mansijsk ihr erster Weltcupsieg.
Bei den Sommerbiathlon-Weltmeisterschaften 2009 in Oberhof gewann Tina Bachmann gemeinsam mit Magdalena Neuner, Christoph Stephan und Michael Rösch den Weltmeister-Titel in der Mixed-Staffel. In der Saison 2009/10 kam Bachmann neunmal unter die Besten 15 im Weltcup und qualifizierte sich als Ersatzläuferin für die Olympischen Winterspiele 2010 in Vancouver. Sie beendete die Saison auf Rang 24 des Gesamtweltcups. Im IBU-Cup Rollerski in Nove Mesto holte Tina Bachmann den zweiten Platz im Sprint und den Sieg in der Verfolgung. Bei den Biathlon-Weltmeisterschaften 2011 in Chanty-Mansijsk gewann sie überraschend Silber im Einzel über 15 Kilometer hinter der schwedischen Siegerin Helena Ekholm. Es war der erste Einsatz Bachmanns bei Weltmeisterschaften. Schon zuvor konnte sie in der Saison 2010/11 dreimal unter die Top Ten laufen und gehörte dauerhaft zum deutschen Weltcupteam. 2011 wurde Bachmann bei den Weltmeisterschaften in Chanty-Mansijsk in der Staffel gemeinsam mit Andrea Henkel, Miriam Gössner und Magdalena Neuner Weltmeisterin. Auch im folgenden Jahr gewann Bachmann mit der Staffel in derselben Zusammensetzung in Ruhpolding die Goldmedaille und zeigte dabei eine gute Leistung. Im darauf folgenden Massenstart verfehlte sie nur knapp das Podest und erreichte mit zwei Schießfehlern den vierten Platz.
In der Weltcup-Saison 2012/13 erreichte sie ein Mal die Top 20. Ein dritter Platz mit der Staffel in Oberhof war die beste Platzierung der Saison. Anfang 2013 schickten sie die Trainer beim Weltcup in Ruhpolding wegen schwacher Leistungen nach Hause. Nach mäßigen Platzierungen bei den Deutschen Meisterschaften 2013 wurde sie zu Beginn der Saison 2013/14 weder im Weltcup noch im IBU-Cup eingesetzt. Im Dezember 2013 gewann sie bei der Auftaktveranstaltung zum Alpencup in Antholz beide Sprintrennen in der Frauenklasse. Ein weiterer Sieg gelang ihr noch im Januar 2014 in einem Sprint in Notschrei, bevor sie sich von diesen schwach besetzten Wettbewerben zurückzog.
Am 8. Mai 2014 nannte Tina Bachmann in einer Stellungnahme die Gründe für die schwachen Leistungen im Weltcup und die längere Auszeit vom aktiven Leistungssport. Nach Burnout-Syndrom und Problemen mit der Schilddrüse bereitete sie sich in Ruhpolding auf die Weltcup-Saison 2014/15 vor. Im Dezember 2014 gewann sie in Obertilliach ein Einzel im IBU-Cup. Beständigkeit erreichte sie dennoch nicht, schon einen Tag später erreichte sie in einem Sprintrennen eine Platzierung jenseits des 50. Platzes. Aufgrund ihrer zum Teil guten Leistungen im IBU-Cup wurde sie für den Weltcup in Oberhof nominiert, wo sie als 47. des Sprints ebenso wie als 75. des Sprints in Ruhpolding die Punkteränge verpasste. Bei den Biathlon-Europameisterschaften 2015 in Otepää erreichte sie mit Rang vier im Sprint das beste Ergebnis deutscher Teilnehmer.
Bei den Deutschen Meisterschaften 2015 konnte sie nur an einem Rennen teilnehmen, danach musste sie sich wegen eines Bandscheibenvorfalls einer Operation unterziehen. Im Rahmen des Deutschlandpokals kehrte sie Ende Januar 2016 in Kaltenbrunn mit einem Sieg im Sprint und einem dritten Platz in der Verfolgung wieder in das Renngeschehen zurück.
Am 15. Dezember 2016 erklärte Tina Bachmann, dass sie mit sofortiger Wirkung vom aktiven Leistungssport zurücktritt.

## Statistik

### Weltcupplatzierungen
Die Tabelle zeigt alle Platzierungen (je nach Austragungsjahr einschließlich Olympische Spiele und Weltmeisterschaften).
- 1.–3. Platz: Anzahl der Podiumsplatzierungen
- Top 10: Anzahl der Platzierungen unter den ersten zehn (einschließlich Podium)
- Punkteränge: Anzahl der Platzierungen innerhalb der Punkteränge (einschließlich Podium und Top 10)
- Starts: Anzahl gelaufener Rennen in der jeweiligen Disziplin
- Staffel: inklusive Mixed- und Single-Mixed-Staffeln

| Platzierung         | Einzel | Sprint | Verfolgung | Massenstart | Staffel | Gesamt |
| ------------------- | ------ | ------ | ---------- | ----------- | ------- | ------ |
| 1. Platz            |        | 1      |            |             | 2       | 3      |
| 2. Platz            | 1      |        |            |             | 1       | 2      |
| 3. Platz            |        |        |            |             | 1       | 1      |
| Top 10              | 1      | 7      | 6          | 1           | 13      | 28     |
| Punkteränge         | 8      | 28     | 23         | 23          | 13      | 95     |
| Starts              | 10     | 37     | 24         | 23          | 13      | 107    |
| Stand: Karriereende |        |        |            |             |         |        |

### Weltcupsiege
Alle Siege bei Biathlon-Weltcups, getrennt aufgelistet nach Einzel- und Staffelrennen. Durch Anklicken des Symbols im Tabellenkopf sind die Spalten sortierbar.
| Nr. | Datum         | Ort             | Disziplin |
| --- | ------------- | --------------- | --------- |
| 1.  | 27. März 2009 | Chanty-Mansijsk | Sprint    |

| Nr. | Datum         | Ort                  | Disziplin |
| --- | ------------- | -------------------- | --------- |
| 1.  | 13. März 2011 | Chanty-Mansijsk (WM) | Staffel 1 |
| 2.  | 10. März 2012 | Ruhpolding (WM)      | Staffel 1 |

### Biathlon-Weltcup
| Saison  | Einzelrennen 1 | Platzierungen Einzelrennen | Platzierungen Einzelrennen | Platzierungen Einzelrennen | Staffelrennen 1 | Staffelrennen 1 | Platzierungen Staffelrennen | Platzierungen Staffelrennen | Gesamt-Weltcup 3 | Gesamt-Weltcup 3 | Gesamt-Weltcup 3 |
| Saison  | Einzelrennen 1 | 1. – 2. – 3.               | Top Ten                    | Punkteränge                | Damen           | Mixed 2         | 1. – 2. – 3.                | Top Ten                     | Punkte           | Platz            |                  |
| ------- | -------------- | -------------------------- | -------------------------- | -------------------------- | --------------- | --------------- | --------------------------- | --------------------------- | ---------------- | ---------------- | ---------------- |
| 2008/09 | 04 0(26)       | 1 – 0 – 0                  | 01                         | 04                         | 0 (6)           | 0 (1)           | 0 – 0 – 0                   | 0                           | 119              | 49               |                  |
| 2009/10 | 19 0(25)       | 0 – 0 – 0                  | 04                         | 16                         | 01 0(5)         | 0 (2)           | 0 – 1 – 0                   | 01                          | 414              | 24               |                  |
| 2010/11 | 24 0(26)       | 0 – 1 – 0                  | 04                         | 23                         | 02 0(4)         | 01 0(3)         | 1 – 0 – 0                   | 03                          | 505              | 19               |                  |
| 2011/12 | 26 0(26)       | 0 – 0 – 0                  | 06                         | 23                         | 04 0(4)         | 01 0(3)         | 1 – 0 – 0                   | 05                          | 546              | 14               |                  |
| 2012/13 | 09 0(26)       | 0 – 0 – 0                  | 0                          | 05                         | 03 0(6)         | 01 0(2)         | 0 – 0 – 1                   | 04                          | 033              | 72               |                  |
| 2013/14 | 0 (22)         | 0 – 0 – 0                  | 0                          | 0                          | 0 (3)           | 0 (1)           | 0 – 0 – 0                   | 0                           | 000              | xx               |                  |
| 2014/15 | 04 0(25)       | 0 – 0 – 0                  | 0                          | 01                         | 0 (6)           | 0 (4)           | 0 – 0 – 0                   | 0                           | 010              | 86               |                  |
| Gesamt  | 86 (176)       | 1 – 1 – 0                  | 15                         | 72                         | 10 (34)         | 03 (16)         | 2 – 1 – 1                   | 13                          |                  |                  |                  |

Stand: 22. März 2015
→ Ergänzende Informationen: Punkteverteilung / Streichergebnisse im Biathlon-Weltcup